# آر أيه إتش-66 كومانشي

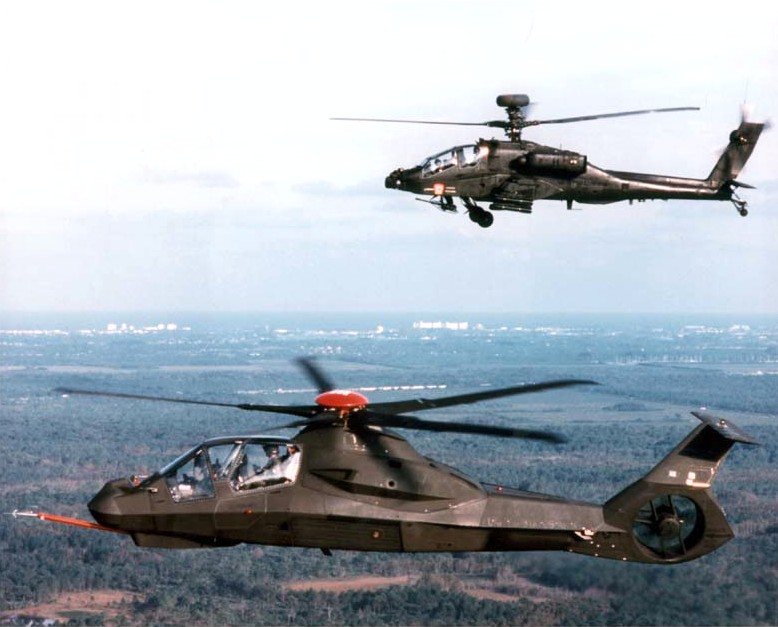
طائرة أباتشي وطائرة كومنشي يحلقان مع بعض

كومانشي هو اسم الطائرة العمودية RAH 66 التي قام الجيش أمريكي بتطويرها منذ الثمانينات عن طريق شركة بوينغ وسيكورسكي للطائرات. وهي طائرة عمودية متقدمة تمتلك تقنية التخفي إلا أن مشروع البحث توقف وتخل عنه الجيش الأمريكي رغم الوصول بالمشروع إلى مرحلة إنتاج نمط من الطائرة وذلك بسبب تكلفة المشروع ومشاكل متواصلة في التوفيق بين قدرة التخفي والتحصين فقرر الجيش الأمريكي التركيز على برنامج المقاتلات الذاتية والطائرات بدون طيار